# Sano-jinja
Sano-jinja (狭野神社) est un sanctuaire shintô (神社, jinja) se situant dans la ville de Takaharu préfecture de Miyazaki (Japon). Il est dédié à Jimmu.